# Viktor Petrovich Astafyev
Viktor Petrovich Astafyev còn gọi Astafiev hay Astaf'ev (tiếng Nga: Ви́ктор Петро́вич Аста́фьев) (sinh ngày 1 tháng 5 năm 1924 - mất ngày 29 tháng 11 năm 2001), là một nhà văn viết truyện ngắn và tiểu thuyết nổi tiếng của Liên Xô và Nga.